# 里瓦斯

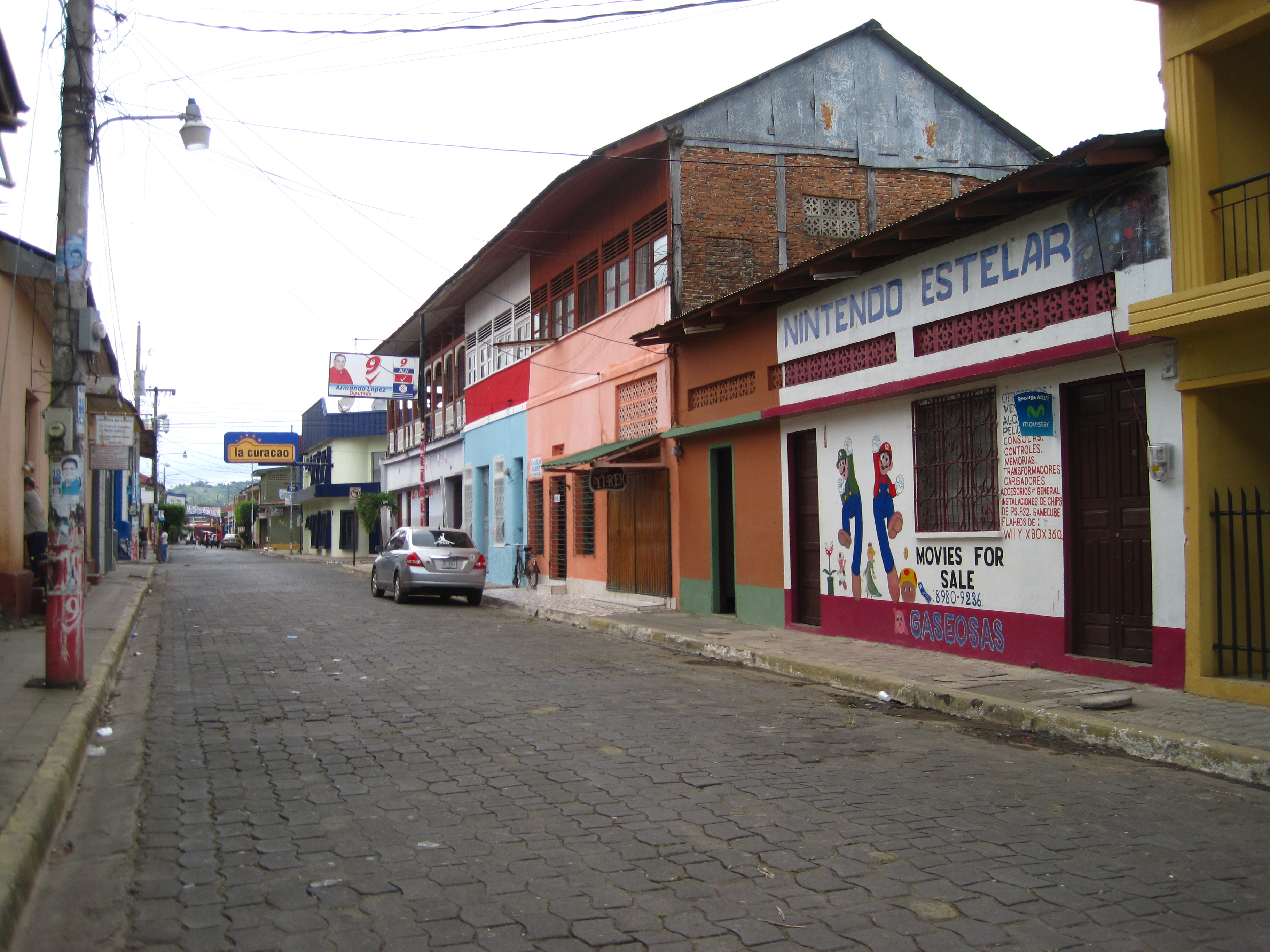
里瓦斯

里瓦斯（西班牙語：Rivas）是尼加拉瓜的城市，也是里瓦斯省的首府，位於該國西南部，毗鄰與哥斯達尼加接壤的邊境，始建於1835年，面積281平方公里，海拔高度66米，2005年人口26,046。
11°26′N 85°50′W / 11.433°N 85.833°W